# Liuixalus shiwandashan
Liuixalus shiwandashan é uma espécie de anfíbio gimnofiono da família Rhacophoridae. Está presente na China. A UICN classificou-a como em perigo de extinção.